# Carsten A. Wagner
Carsten Alexander Wagner (* 23. April 1970) ist ein deutscher Physiologe an der Universität Zürich. Hier leitet er am Institut für Physiologie die Abteilung für die Physiologie der Niere und des Säure-Basen-Haushalts.
Wagner studierte an der Eberhard Karls Universität Tübingen Medizin, wo er 1998 mit der Arbeit Elektrophysiologische Untersuchungen an den renalen Natrium-Phosphat-Kotransportern NaPi-3 (Mensch) und NaPi-7 (Maus) promovierte. Als Postdoktorand arbeitete er mit einem Feodor-Lynen-Stipendium der Alexander-von-Humboldt-Stiftung an der Yale University. Seit 2006 hat er eine Professur an der Universität Zürich inne.
Wagner hat laut Datenbank Scopus mit Stand Oktober 2022 einen h-Index von 66, laut Google Scholar einen von 77. Er gehört zum wissenschaftlichen Beirat (Scientific Advisory Board) der European Renal Association – European Dialysis and Transplant Association (ERA-EDTA), Stand Dezember 2019 als Co-Vorsitzender.
Carsten Wagner erhielt 2005 den Schweizer Pfizer Forschungspreis und 2007 den Franz-Volhard-Preis der Deutschen Gesellschaft für Nephrologie. Die Deutsche Physiologische Gesellschaft zeichnete ihn 2019 mit dem Adolf-Fick-Preis aus, der als der angesehenste Physiologie-Preis im deutschen Sprachraum gilt.